# Хойнувское княжество
Хойнувское княжество (пол. Księstwo Chojnowskie) или Герцогство Гайнау (нем. Herzogtum Haynau) — одно из средневековых княжеств, расположенное в Нижней Силезии со столицей в Хойнуве.

## История
При разделе Силезии в 1248 году Хойнув вошел в состав Легницкого княжества. В 1293 году легницкий князь Генрих V был взят в плен его кузеном, князем Генрихом III Глогувским. Через полгода в качестве выкупа Генрих V передал глогувскому князю несколько городов, в том числе и Хойнув. Спустя три года, когда Генрих V Брюхатый умер, Генрих III Глогувский решил воспользоваться малолетством его детей и напал на них. На защиту малолетних князей встал их дядя и опекун Болеслав I Суровый, который не только отбил нападение, но и отобрал обратно у Генриха III Хойнув и Болеславец.
В 1345 году сыновья князя Легницкого и Бжегского Болеслава III Расточителя Вацлав I Легницкий и Людвик I Бжегский разделили свои владения, в результате чего Хойнув вместе с Любином и Злоторыей достались Вацлаву. Раздел просуществовал год: в 1346 году Вацлав заключил с Людвиком новый договор, по условиям которого он отказался от Легницы в обмен на то, что, будучи убежден в тяжелом состоянии здоровья Вацлава, он должен был стать его наследником в Легнице, даже в случае рождения у него сыновей. На время Людвик получил дворец в Бычине и ежегодную пенсию в размере 400 гривен серебра.
На рубеже 1349 и 1350 года Людвик совершил паломничество в Рим. Через три года, в связи со смертью отца Болеслава III Расточителя, начался открытый конфликт между братьями, продолжавшийся около шести лет (с перерывами, связанными с попытками посредничества со стороны князя Конрада I Олесницкого, епископа вроцлавского Пшецлава из Погожеля и германского императора Карла IV Люксембургского). Победителем из него вышел Людвик, который помимо подтверждения своей власти в Любине, получил от Вацлава город Хойнув, часть Бжегско-Олавского княжества и денежную компенсацию в размере 4 500 гривен серебра. Эти решения были закреплены в мирном договоре, заключенном 23 июля 1359 года.
Людвик правил в Хойнуве до своей смерти в 1398 году, с 1358 года объединив его с Бжегским княжеством. В октябре 1400 года его внуки Генрих IX Любинский и Людвик II Бжегский разделили свое наследство. Генриху IX достались Любин, Хойнув и Олава, снова ставшие отдельными княжествами. После смерти Генриха IX в 1419/1420 году Любин и Хойнув досталась его старшему сыну Руперту II. Руперт умер бездетным в 1431 году, и его владения перешли к младшему брату Людвику III Олавскому.
Сыновья Людвика III Генрих X Хойнувский и Иоганн I Любинский совместно правили в Хойнуве до смерти первого в 1452 году и второго в 1453 году. Сын Иоганна I Фридрих I Легницкий последний именовал себя князем Хойнувским. После смерти Фридриха I в 1488 году его сыновья стали совместно править в едином Легницко-Бжегском княжестве, а Хойнув утерял статус самостоятельного княжества.

## Князья Любинские
| #                                                   | Портрет                        | Имя (годы жизни)                                             | Родители                                      | Годы правления | Примечания |
| --------------------------------------------------- | ------------------------------ | ------------------------------------------------------------ | --------------------------------------------- | -------------- | --- |
| 1                                                   |                                | Вацлав I Легницкий (1310/1318 — 2 июня 1364)                 | Болеслав III Расточитель Маркета Пржемысловна | 1345-1346      | князь Намыслувский (с 1338 по 1342 год), князь Легницкий (с 1342 по 1345 и с 1346 по 1364 год)                                                       |
| В составе Легницкого княжества                      | В составе Легницкого княжества | В составе Легницкого княжества                               | В составе Легницкого княжества                | 1346-1359      | |
| 2                                                   |                                | Людвик I Бжегский (1313/1321 — 6/23 декабря 1398)            | Болеслав III Расточитель Маркета Пржемысловна | 1359-1398      | князь Легницкий (с 1342 по 1346 год), князь Бжегский (с 1358 по 1398 год), князь Любинский (с 1348 по 1398 год)                                      |
| В составе Бжегского княжества                       | В составе Бжегского княжества  | В составе Бжегского княжества                                | В составе Бжегского княжества                 | 1398-1400      | |
| 3                                                   |                                | Генрих IX Любинский (ок. 1369 — 9 января 1419/5 апреля 1420) | Генрих VII Бжегский Елена Орламюнде           | 1400-1419/1420 | князь Бжегский (с 1399 по 1400 год), князь Олавский (с 1400 по 1419/1420 год), князь Любинский (с 1400 по 1419/1420 год)                             |
| 4                                                   |                                | Руперт II Любинский (1396/1402 — 24 сентября 1431)           | Генрих IX Любинский Анна Цешинская            | 1419/1420-1431 | князь Любинский (с 1419/1420 по 1431 год) |
| 5                                                   |                                | Людвик III Олавский (до 1405 — до 18 июня 1441)              | Генрих IX Любинский Анна Цешинская            | 1431-1441      | князь Олавский (с 1419/1420 по 1441 год), князь Любинский (с 1431 по 1441 год)                                                                       |
| 6                                                   |                                | Иоганн I Любинский (ок. 1425 — после 21 ноября 1453)         | Людвик III Олавский Маргарита Опольская       | 1441-1453      | князь Бжегский (с 1443 по 1450 год), князь Любинский (с 1441 по 1446 год)                                                                            |
| 7                                                   |                                | Генрих X Хойнувский (ок. 1426 — до 28 мая 1452)              | Людвик III Олавский Маргарита Опольская       | 1441-1452      | князь Бжегский (с 1443 по 1450 год), князь Любинский (с 1441 по 1452 год)                                                                            |
| 8                                                   |                                | Фридрих I Легницкий (3 мая 1446 — 9 мая 1488)                | Иоганн I Любинский Ядвига Легницкая           | 1453-1488      | князь Легницкий (с 1454 по 1488 год), князь Любинский (с 1482 по 1488 год), князь Бжегский (с 1481 по 1488 год), князь Олавский (с 1454 по 1488 год) |
| В 1488 году вернулось в состав Легницкого княжества |                                |                                                              |                                               |                | |